# Gare de Tié Tié
La gare de Tié Tié est une ancienne gare ferroviaire de la ligne de Chemin de fer Congo-Océan située dans le 3e arrondissement de Pointe Noire. C'est la première gare, après la gare centrale de Pointe-Noire. Elle est située en plein quartier populaire.

## Situation ferroviaire
Établie à 21 mètres d'altitude, la gare de Tié Tié est située sur la ligne de Pointe-Noire à Brazzaville, après la gare de Pointe-Noire.